# 율어초등학교
율어초등학교는 대한민국 전라남도 보성군 율어면 문양리에 있는 공립 초등학교이다.

## 학교 상징
- 교화 : 장미 - 밝고, 곱고, 아름다움
- 교목 : 전나무 - 강한 의지와 인내심
- 교색 : 녹색 - 평화, 안정, 휴식, 청춘, 여름, 영원

## 학교 연혁
- 1930년 9월 23일 율어공립보통학교(4년제 2학급) 개교설립인가 8월 22일
- 1938년 4월 1일 율어공립심상소학교로 개칭
- 1941년 4월 1일 율어공립국민학교로 개칭
- 1981년 3월 1일 병설유치원 개원
- 1991년 2월 28일 선암분교장 통합
- 1996년 3월 1일 율어동국민학교 통합
- 1996년 3월 1일 율어초등학교로 개칭
- 2021년 9월 1일 제35대 김연숙 교장 부임
- 2022년 1월 5일 제89회 3명 졸업(총 4,819명)

## 참고 자료
- 율어초등학교 - 한국교육학술정보원 학교알리미